# NTT docomo Yoyogi Building
L'NTT docomo Yoyogi Building (NTTドコモ代々木ビル?, NTT dokomo Yoyogi biru) è un grattacielo di proprietà della NTT docomo situato a Shibuya, Tokyo, in Giappone. Completato nel 2000, raggiunge un'altezza di 240 m (272 se si prende in considerazione l'antenna), che ne fa il quarto edificio più alto della capitale giapponese. Nel 2002, in occasione dei festeggiamenti del decimo anniversario della NTT docomo, su una della facce della struttura fu installato un orologio di 15 m di diametro, facendone al tempo la torre ad orologio più alta del mondo, avendo superato il Palazzo della Cultura e della Scienza di Varsavia. Nel 2011 è stato superato a sua volta dall'Abraj Al Bait (Arabia Saudita).

## Uso e caratteristiche
L'edificio è di proprietà della compagnia telefonica NTT docomo ma, nonostante il nome, non è il quartier generale dell'azienda. Quest'ultimo è situato negli ultimi piani della Sannō Park Tower, a Chiyoda. L'edificio ospita alcuni uffici, ma è utilizzato principalmente per ospitare le attrezzature tecniche (come apparecchiature di commutazione) per il servizio di telefonia cellulare aziendale.
La struttura fu progettata dalla Kajima Design (filiale della Kajima Corporation) e completata nel 2000. Nel 2002, in occasione dei festeggiamenti del decimo anniversario della NTT docomo, fu installato un orologio di 15 m di diametro su una della facce della struttura (a circa 150 m d'altezza), facendone al tempo la torre ad orologio più alta del mondo, avendo superato il Palazzo della Cultura e della Scienza di Varsavia. La parte superiore dell'edificio dispone inoltre di un sistema a luci colorate il quale informa i cittadini se le previsioni meteo prevedono pioggia in quel giorno.
L'energia solare è utilizzata per alimentare parzialmente l'edificio. Un sistema di separazione dei rifiuti utilizzato all'interno della struttura contribuisce a ridurre gli sprechi e a favorire il riciclo dei rifiuti stessi. Le acque reflue vengono riciclate e riutilizzate, mentre l'acqua piovana viene riutilizzata nelle toilette dell'edificio.
All'interno dell'edificio non vi sono ristoranti o altre attrazioni turistiche, e i turisti non sono autorizzati ad accedere all'interno del grattacielo.